# Vladímir Dal
Vladímir Ivánovich Dal (ruso: Владимир Иванович Даль; en danés su apellido se escribe Dahl; Lugansk, Gubernia de Yekaterinoslav, 10 de noviembrejul./ 22 de noviembre de 1801greg. - Moscú, 22 de septiembrejul./ 4 de octubre de 1872greg.) fue un médico y uno de los más grandes lexicógrafos rusos, autor del Diccionario de acepciones de la lengua rusa viva (ruso: Толковый словарь живого великорусского языка).

## Biografía
Nació en Lugansk hijo de un médico danés llamado Johan Christian Dahl, y de madre franco-alemana, Julia Dahl. Su padre, nacionalizado ruso, fue también teólogo y lingüista (entre otros idiomas, conocía el hebreo), mientras que su madre era hija de la traductora Mariya Ivánovna Freitag. Y Vladímir recibió una buena educación en su propia casa con tutores y profesores particulares. 
El futuro lexicógrafo sirvió seis años en la Marina Rusa de 1814 a 1826, pero desde su infancia se había interesado ya por el idioma y el folclor ruso y al acabar ese periodo comprendió que la vida marinera no era su vocación. Así que se graduó en la Facultad de Medicina de la Universidad de Dorpat y comenzó a trabajar como médico militar en un hospital de San Petersburgo; pero como tampoco se sentía a sus anchas como médico, abandonó también esta profesión en 1833 e ingresó en la Administración civil del Estado. Fue destinado a las provincias de Nizhni Nóvgorod y Oremburgo. Y al poco de llegar a esta última organizó un museo de ciencias naturales regional para el cual recogió y sistematizó una importante colección de flora y fauna del lugar. Por esta labor fue nombrado en 1838 corresponsal de la Academia de Ciencias Naturales. En Oremburgo conoció a Pushkin y comenzó a viajar con él a pie a través de la campiña y a coleccionar dichos y cuentos de hadas del pueblo ruso. Publicó su primera colección de estos últimos en 1832, los Cuentos populares rusos, que le dieron una gran notoriedad. Otros, aún sin publicar, fueron versificados por su amigo, el gran poeta del Romanticismo Aleksandr Pushkin, y han llegado a ser algunos de los textos más conocidos de la lengua rusa. Después del fatal y traicionero duelo en que Pushkin quedó herido de muerte el 27 de enero de 1837, Dal fue llamado a su lecho y cuidó del gran poeta durante las últimas horas de vida que le quedaban. En 1838, fue elegido para la Academia Rusa de Ciencias.
Ya en 1830 había empezado a escribir narrativa (el relato La gitana) y no abandonó este género después, cultivando a veces el relato humorístico; su obra literaria en este campo es variada en su forma y temática y está enmarcada por la escuela realista de los años cuarenta. Sus personajes son gentes modestas, soldados y campesinos, mendigos y artesanos curtidos por el trabajo y los avatares de la vida. Entre 1833 y 1839 fueron saliendo los cuatro volúmenes de Relatos y fantasías. En 1837 publicó su novela Bikéi y Mauliana, cuya acción se desarrolla en Kazajistán. También en ese país se ubica la acción de su novela Mayna y su relato Un pedazo de hielo. En el decenio siguiente, Dal adoptó el pseudónimo de  «Cosaco de Lugansk» y publicó muchos ensayos realistas en el estilo de Nikolái Gógol. Continuó sus estudios de lexicografía y sus extensos viajes entre 1850 y 1860. Pero como no tenía tiempo para editar su colección de cuentos de hadas, pidió a Aleksandr Afanásiev que los preparara para publicarlos, lo que em efecto hizo a fines del decenio de 1850. En cuanto a sus trabajos etnográficos, los extendió a otras culturas y tradiciones, como la polaca, la moldava y la kazaja.

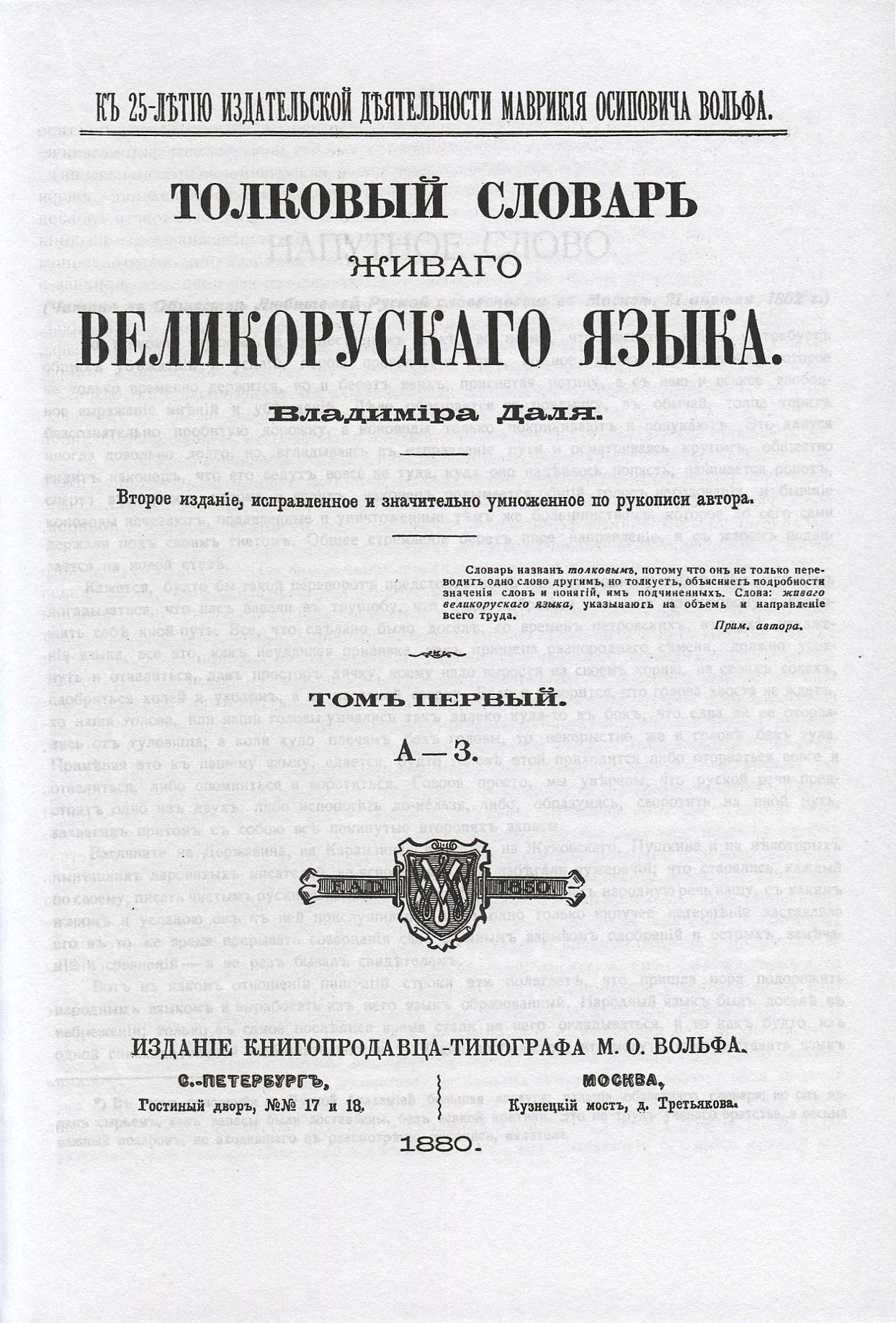
Portada de la segunda edición del Diccionario de Vladímir Dal. 1880.

Su obra maestra, Diccionario de acepciones de la lengua rusa viva, fue publicada en cuatro inmensos volúmenes entre 1863-1866 y contiene más de 200.000 vocablos, abarcando no solo el léxico normativo, sino expresiones populares, vulgarismos, dialectalismos, profesionalismos, sinónimos, etcétera. En su confección Dal trabajó durante cincuenta años, en que fue tomando nota de cualquier vocablo nuevo que oía, costumbre que nunca lo abandonó hasta la muerte. Por otra parte, su Colección de refranes y dichos populares rusos alberga más de 30.000 entradas y una recopilación de canciones populares y regaló generosamene a Kiréyevski esta obra para que la editara; fue ampliada muchos años más tarde. Ambos libros han sido reimpresos innumerables veces. También compuso una colección de historias y romances populares se cantaban en las ferias ilustradas con tiras de dibujos que regaló a la Biblioteca Pública Imperial y posteriormente fue editada por D. Rovinski.
Dal fue un fuerte defensor del vocabulario nativo por sobre el adoptado. En palabras de su gran admirador, Vladímir Nabókov, el diccionario de Dal es una obra maestra de arte más que un trabajo de ciencia. La naturaleza que rodea a este diccionario le da importancia crítica aun hoy, especialmente porque un gran porcentaje del vocabulario dialectal que él coleccionó ha caído en desuso. El diccionario sirvió de base para Diccionario etimológico ruso de Max Vasmer, el léxico etimológico eslavo más exhaustivo.
Con motivo de su gran diccionario, Dal fue premiado con la Medalla Lomonósov y adscrito como miembro honorario de la Academia Rusa de Ciencias. Fue sepultado en el Cementerio Vagánkovskoie en Moscú. Para celebrar el ducentésimo aniversario de su nacimiento, la Unesco declaró el 2000 como el Año Internacional de Vladímir Dal.

## Controversia
Vladímir Dal trabajó en el Ministerio de Asuntos Internos, el principal centro administrativo del ministerio en 1841. Tomó parte en la investigación de asesinatos de niños en la parte occidental de Rusia en lugares residencia de personas de credo judío. El resultado de esa investigación fue publicado anónimamente en 1844, con el máximo secreto, para uso del servicio,  con diez copias en circulación,  «Investigación sobre el asesinato de infantes cristianos por judíos y el uso de su sangre». (Розыскание о убиении евреями христианских младенцев и  употреблении крови их. Напечатано по приказанию г. Министра Внутренних Дел. 1844 г.).

La investigación de Dal llegó a una conclusión:  «esta terrible ceremonia no solo no pertenece a todos los judíos en general, aunque sin ninguna duda, más bien por lo poco que es conocida.  Existe solo en la secta de los hasidíes, la secta más persistente, fanática, que reconoce un único Talmud».  
 изуверный обряд этот не только не принадлежит всем вообще евреям, но даже, без всякого сомнения, весьма немногим известен. Он существует только в секте хасидов или хасидым, — как это объяснено выше — секте самой упорной, фанатической, признающей один только Талмуд 